# Michael Yannatos
Michael Yannatos, född 11 juli 1941 i Istanbul, Turkiet, död 17 september 2013 i Aten, var en grekisk skådespelare.

## Roller (i urval)
- (2003) - Politiki Kouzina
- (2004) - Voithia Geitonoi
- (2004) - Tårarnas äng
- (2004) - Arhipelagos TV-serie
- (2004) - Ta Paidia Tis Niovis TV-serie